# 德瑞克·洛夫 (化學家)
德瑞克·洛夫（英語：Derek Lowe）是一名美國藥物化學家，在製藥行業從事臨床前藥物發現工作。自2002年起，洛夫在博客上發表有關該領域的文章「In the Pipeline」，同時還是英國皇家化學學會《化學世界》的專欄作家。

## 生平
洛夫出生於阿肯色州哈里斯堡，在亨瑞克斯學院獲得文學學士學位，在杜克大學獲得有機化學博士學位，研究方向為天然產物的合成，之後在德國獲得洪堡獎學金。
洛夫是第一批從製藥業內部寫博客的人，得到了他的上司和公司法律部門的批准，也是第一批科學博主之一。到2006年，他的博客在工作週每天有3,000到4,000名訪客；他的博客內容涉及商業事務、藥物化學的趨勢和問題，以及專利法和法規等法律事務。當時，他在一家製藥公司從事醫學化學工作。截至2010年，他的博客平日頁面瀏覽量在 15,000到20,000之間。他對2013年BuzzFeed上一篇宣傳化學恐懼症的文章的回應被廣泛引用。
他是《美國化學學會藥物化學通訊》編委會成員，也是《化學化工新聞》顧問委員會成員。
截至2018年，他在諾華公司工作；此前他曾在福泰製藥公司工作10年，在拜耳公司工作9年，在先靈葆雅公司工作8年。

## 外部連結
- Lowe's "In the Pipeline （页面存档备份，存于）" blog
- Columns （页面存档备份，存于） at Chemistry World
- Lowe, D. . Trends in Pharmacological Sciences. March 2013, 34 (3): 147–8. PMID 23462513. doi:10.1016/j.tips.2013.01.003.
- . The Sceptical Chymist: A Nature Chemistry blog. 18 May 2007  [2023-08-16]. （原始内容存档于2008-07-04）.
- Reddit AMA （页面存档备份，存于）, 28 February 2014